# Medii electronice
Mediile electronice transmit informația pe cale electronică. Ele sunt necesare necondiționat pentru producerea și recepția (citirea) conținutului de informații transmise pe cale electronică. Din ce în ce mai mult informația în mediile electronice este codificată digital. La început erau clasificate ca fiind electronice doar mediile radio și televiziune, dar tehnica modernă a făcut posibilă o reevaluare a sensului expresiei, deoarece mediile electronice moderne, cum ar fi Internetul, PC sau alte asemenea aplicații mobile, fac posibilă o producere, transmisie și recepție simultană a diferitelor conținuturi de informații.